# Ваур
Вау́р (фр. Vaour, окс. Vaur) — коммуна во Франции, находится в регионе Юг — Пиренеи. Департамент — Тарн. Входит в состав кантона Кармо-2 Валле-дю-Серу. Округ коммуны — Альби.
Код INSEE коммуны — 81309.

## География
Коммуна расположена приблизительно в 540 км к югу от Парижа, в 60 км северо-восточнее Тулузы, в 32 км к северо-западу от Альби.

## Климат
Климат умеренно-океанический. Зима мягкая и дождливая, лето жаркое с частыми грозами. Ветры довольно редки.

## Население
Население коммуны на 2010 год составляло 328 человек.
| 1962 | 1968 | 1975 | 1982 | 1990 | 1999 | 2010 |
| ---- | ---- | ---- | ---- | ---- | ---- | ---- |
| 302  | 405  | 352  | 310  | 295  | 247  | 328  |

## Администрация
| Период | Период | Фамилия       | Партия                  | Примечания               |
| ------ | ------ | ------------- | ----------------------- | ------------------------ |
| 2001   | 2014   | Жорж Буке     | Социалистическая партия | член генерального совета |
| 2014   | 2020   | Паскаль Сорен |                         |                          |

## Экономика
В 2007 году среди 179 человек в трудоспособном возрасте (15—64 лет) 124 были экономически активными, 55 — неактивными (показатель активности — 69,3 %, в 1999 году было 62,3 %). Из 124 активных работали 105 человек (67 мужчин и 38 женщин), безработных было 19 (5 мужчин и 14 женщин). Среди 55 неактивных 14 человек были учениками или студентами, 18 — пенсионерами, 23 были неактивными по другим причинам.

## Достопримечательности
- Руины замка. Исторический памятник с 1927 года.[4]
- Дольмен Перельвад (эпоха неолита). Исторический памятник с 1889 года.[5]

## Фотогалерея

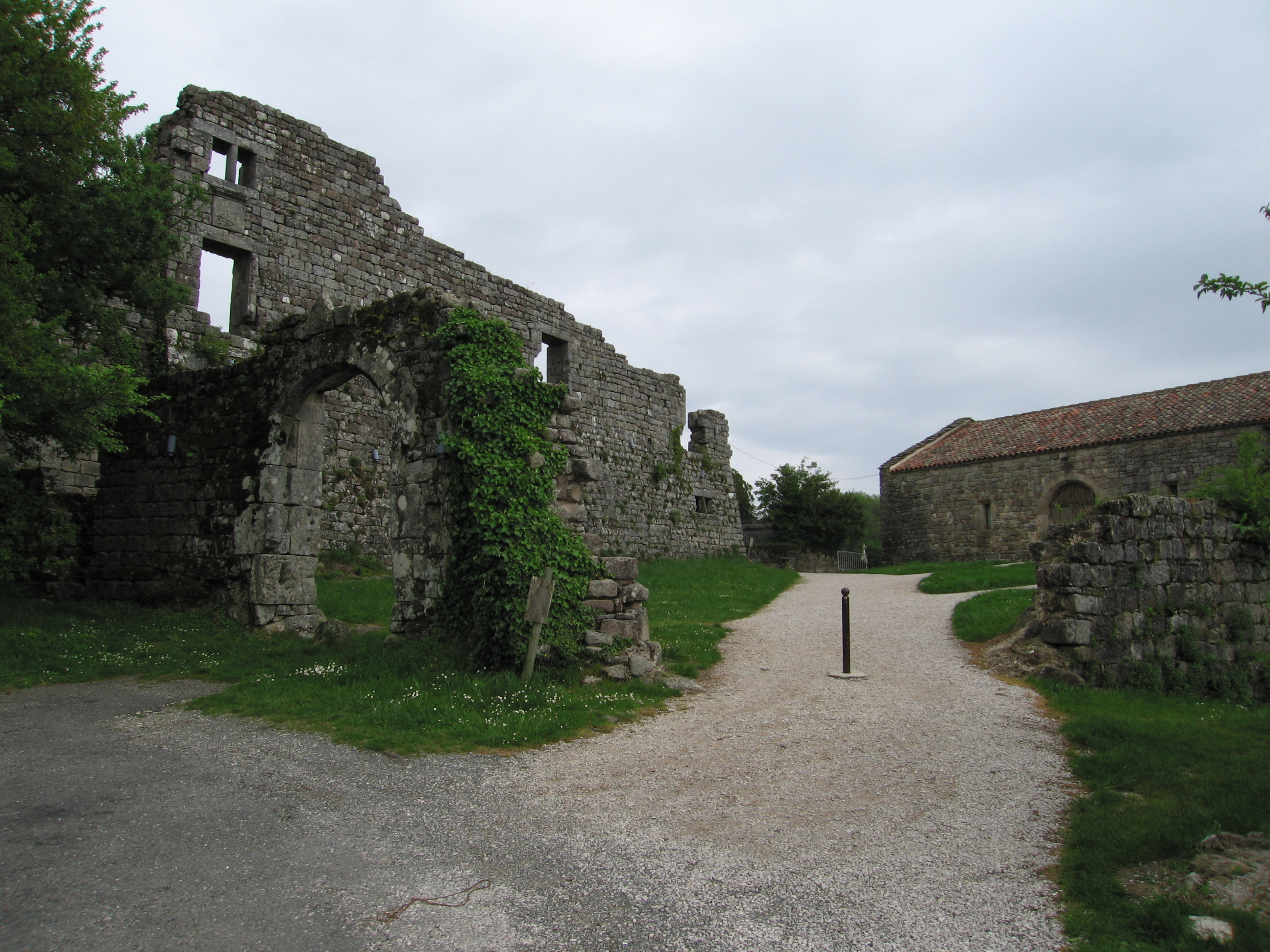
Руины замка
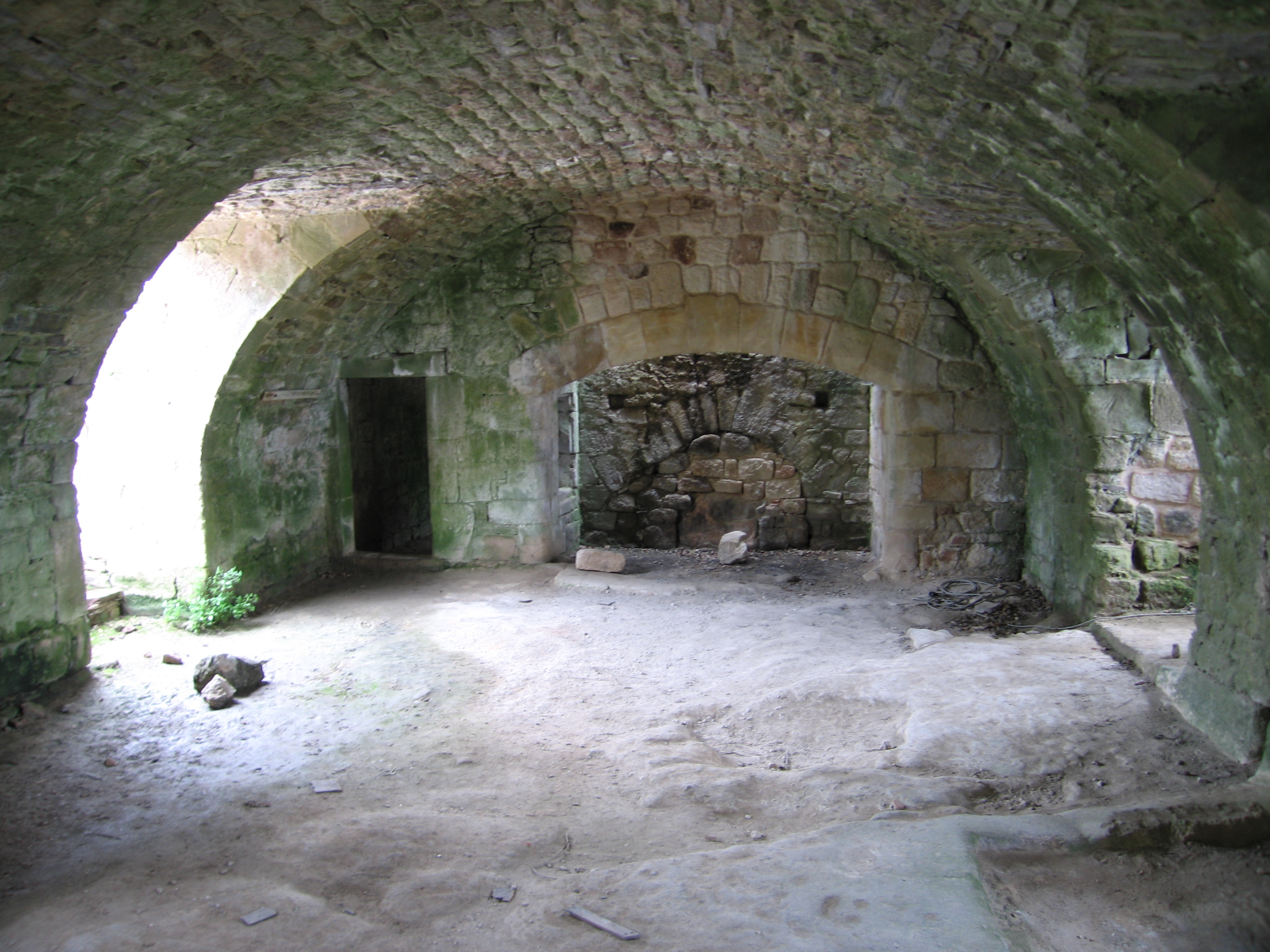
Руины замка
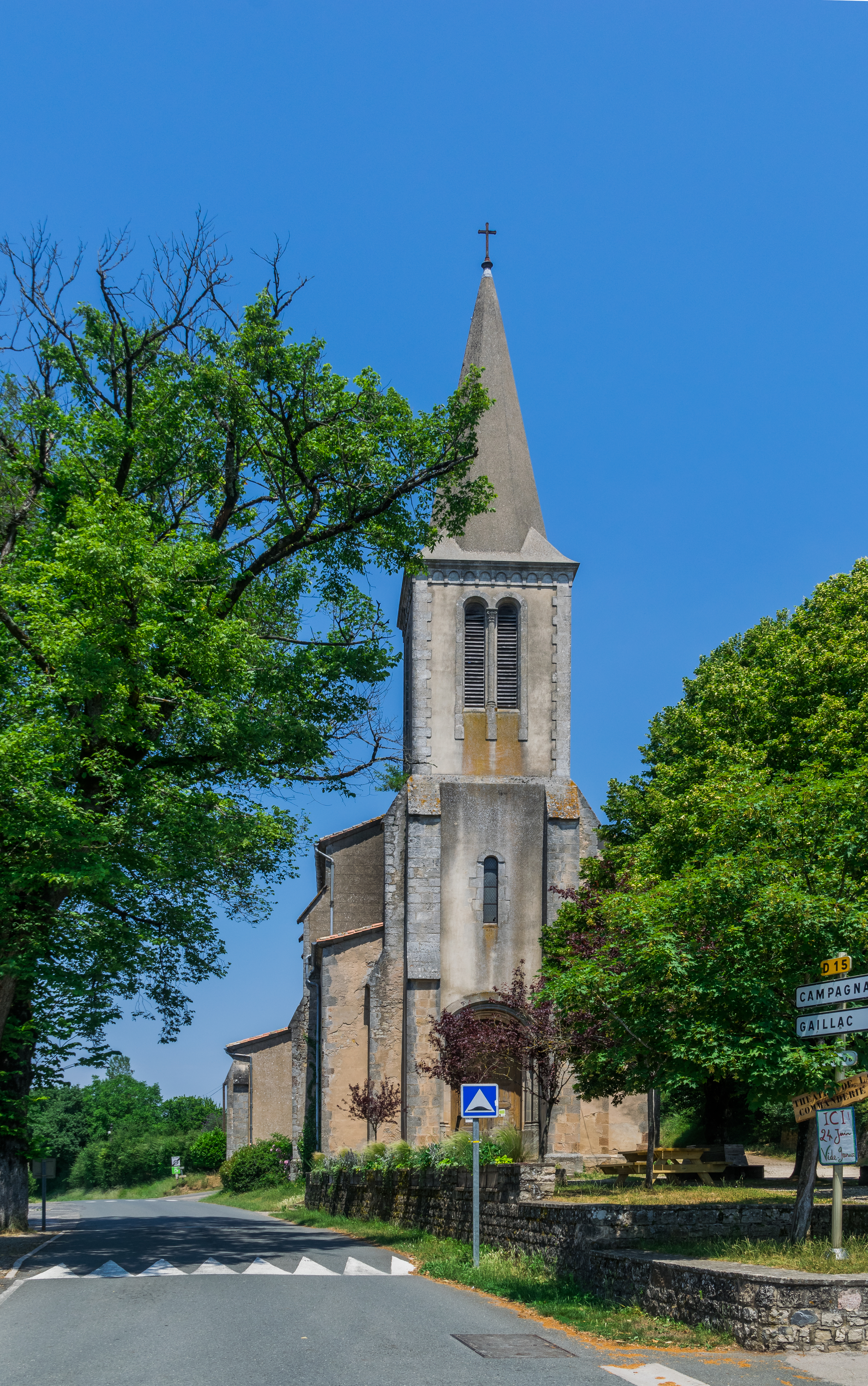
Церковь Нотр-Дам
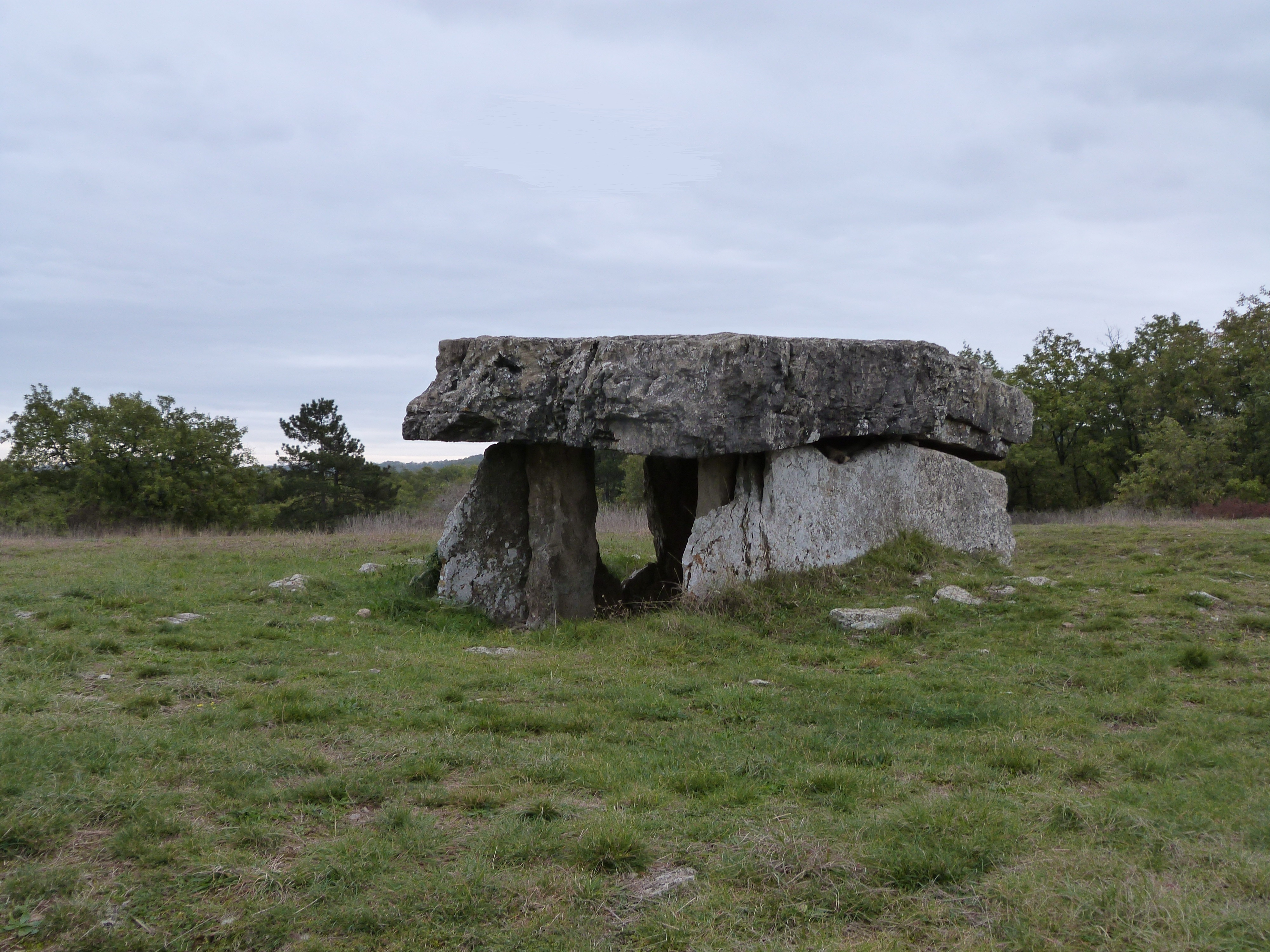
Дольмен Перельвад
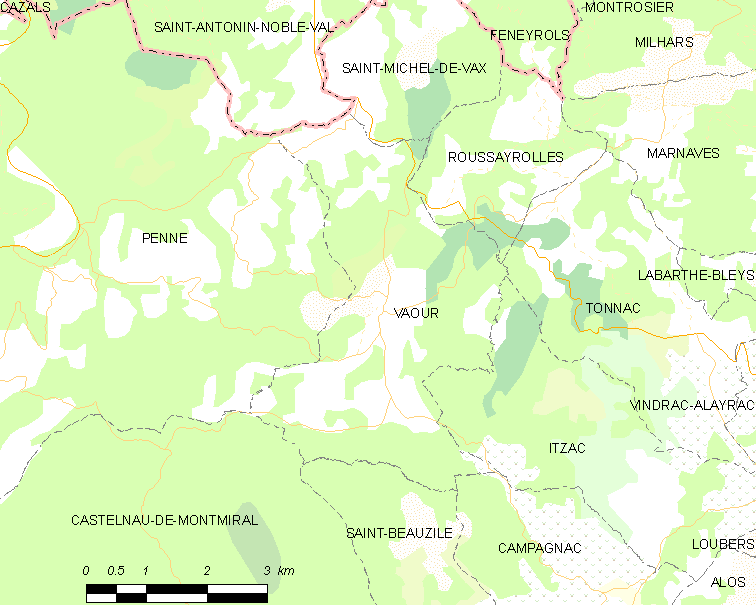
Карта коммуны